# Yanaquihua (distrito)
O Distrito peruano de Yanaquihua é um dos oito distritos que formam a Província de Condesuyos, situada no Departamento de Arequipa, pertencente a Região Arequipa, Peru.

## Transporte
O distrito de Yanaquihua não é servido pelo sistema de estradas terrestres do Peru.